# كيث والكر
كيث والكر (بالإنجليزية: Keith Walker)‏ هو مصارع محترف ومدير أمريكي، ولد في 15 مايو 1978 في شيكاغو في الولايات المتحدة.

## روابط خارجية
- كيث والكر على موقع WrestlingData.com (الإنجليزية)
- كيث والكر على موقع CageMatch worker (الإنجليزية)
- كيث والكر على موقع قاعدة بيانات المصارعة على الإنترنت (الإنجليزية)
- كيث والكر على موقع عالم المصارعة على الإنترنت (الإنجليزية)